# صومعه ماکنیاتس
صومعه ماکنیاتس (; انگلیسی: Makenyats Vank) یک کلیسا حواری ارمنی واقع در ماکنیس، در استان گغارکونیک، ارمنستان می‌باشد. ساخت و ساز این ساختمان سده‌های ۹ام-۱۳ام میلادی؛ به پایان رسید. این بنا به سبک معماری ارمنی طراحی شده‌است.

## نگارخانه

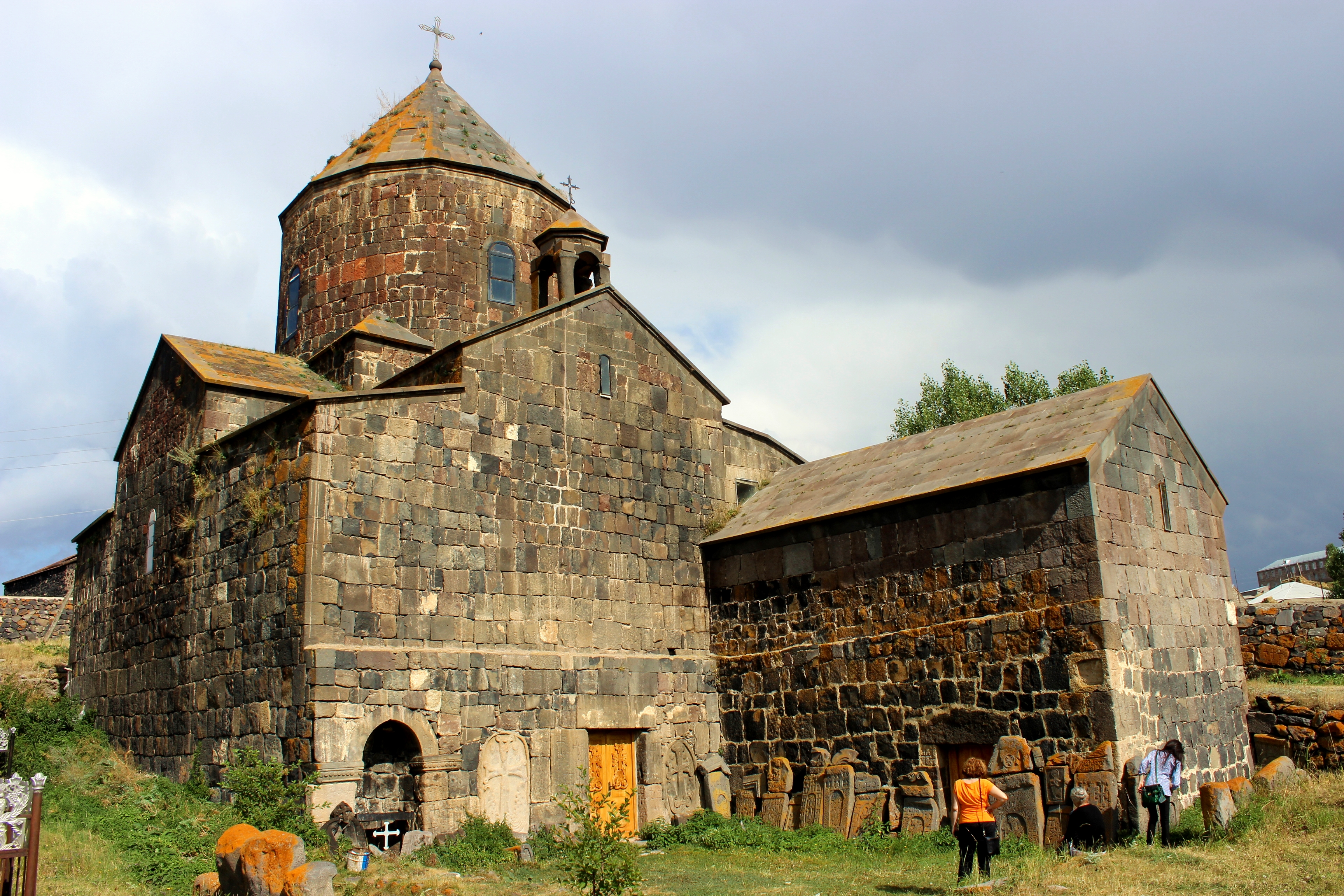
Makenyats Vank
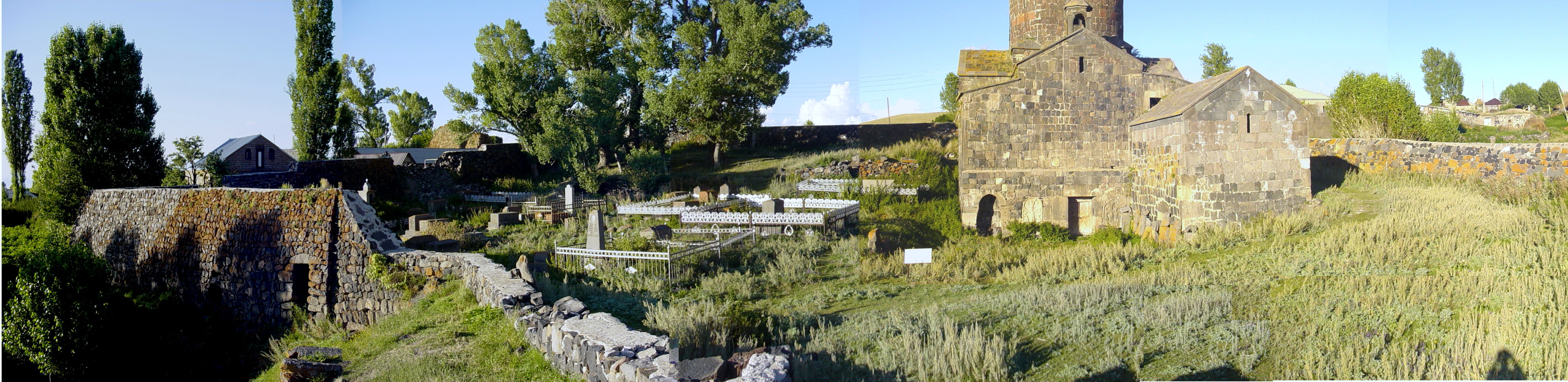
Panoramic view of Makenyats Vank
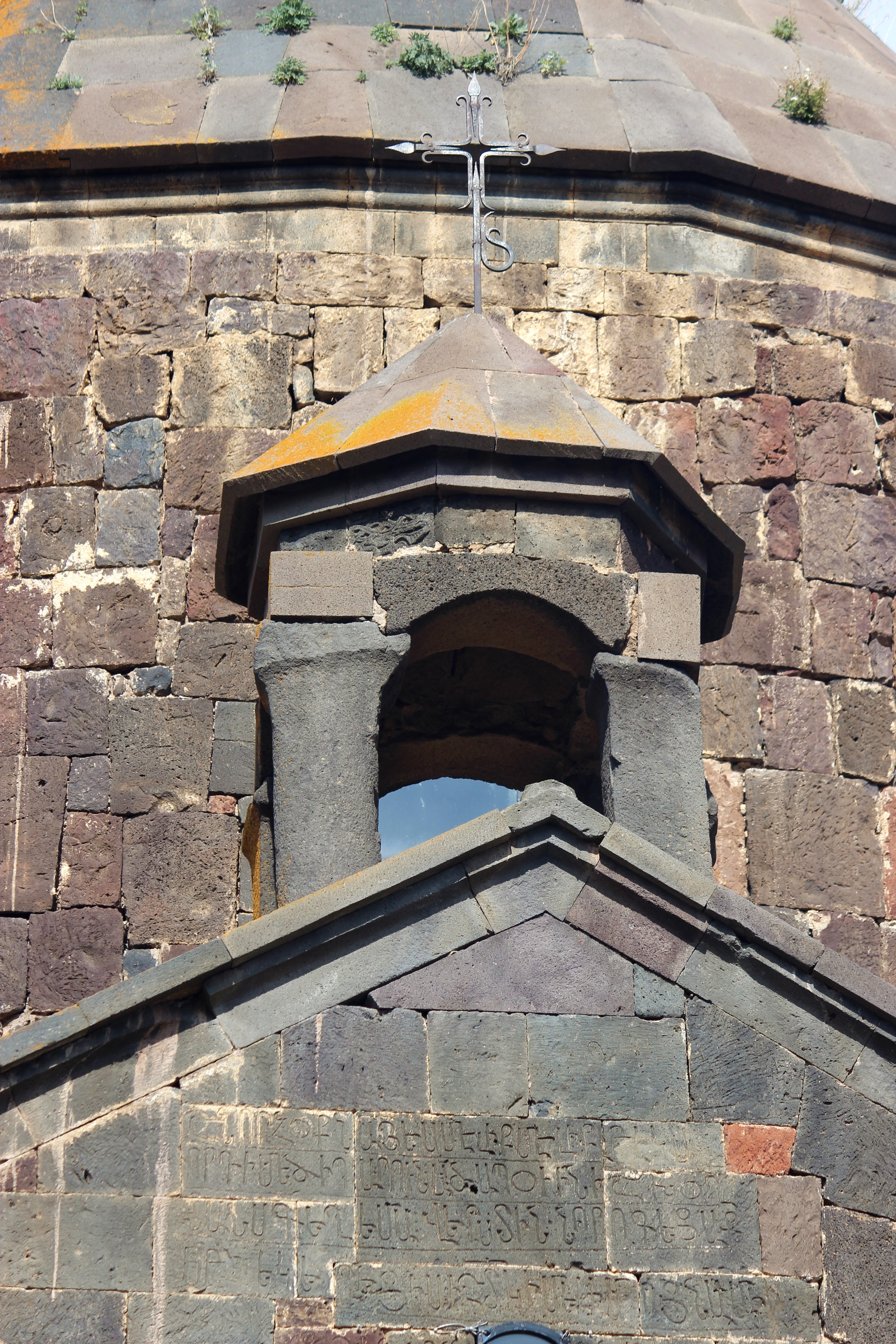
Cupola
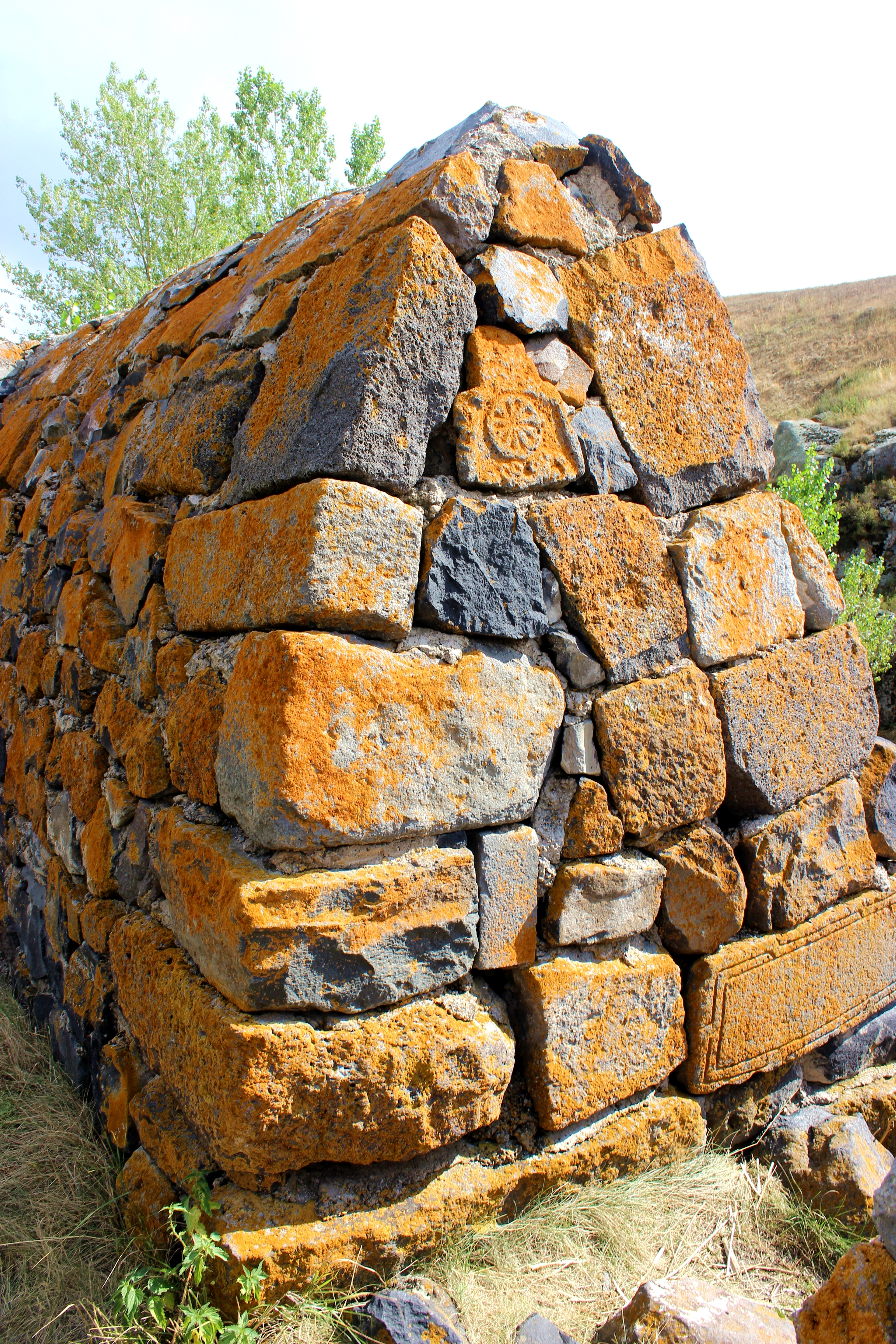
Perimeter wall surrounding the monastery.
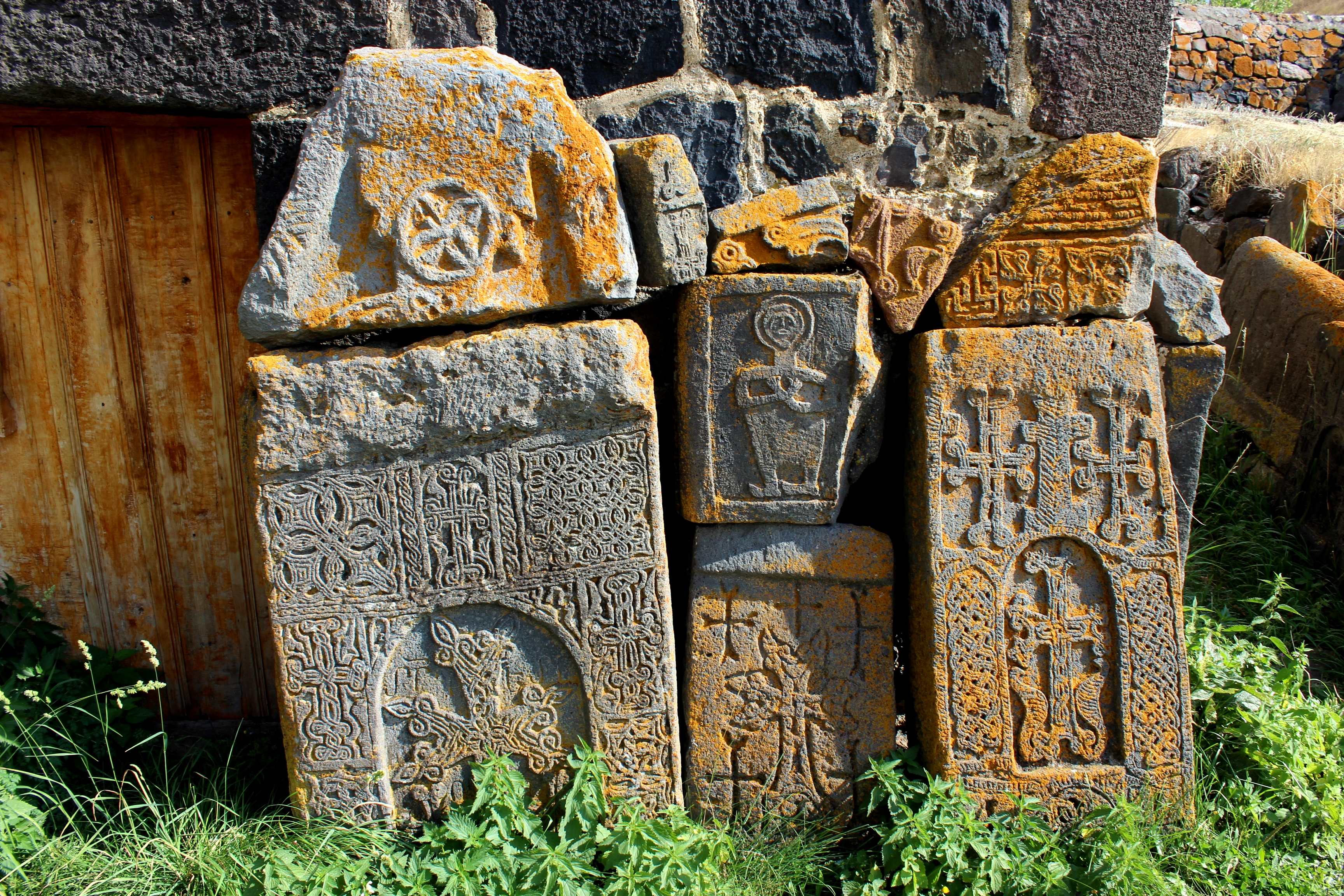
Khachkars lining the exterior wall of the church.
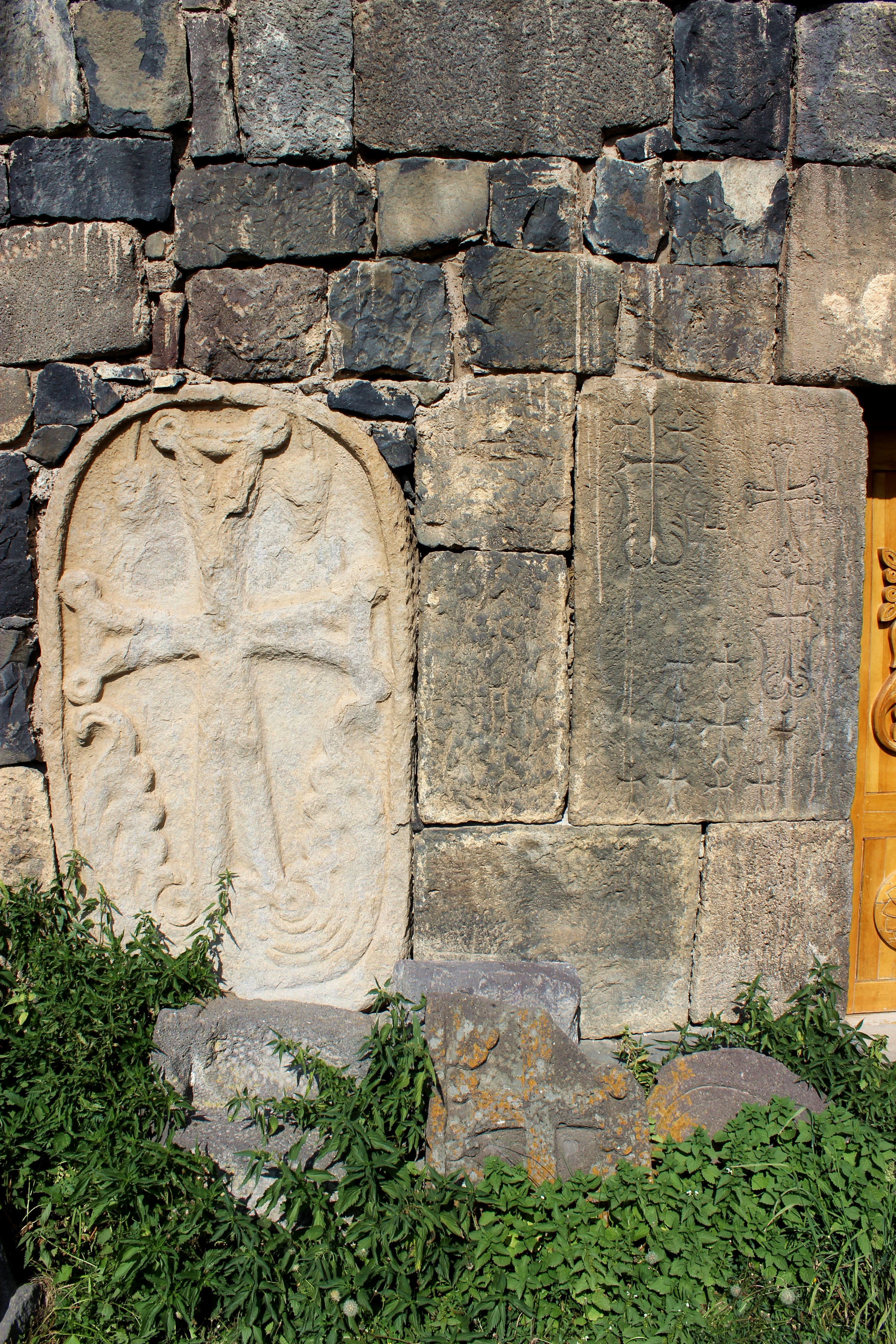
Large khachkar to the left of the main entry to the church.
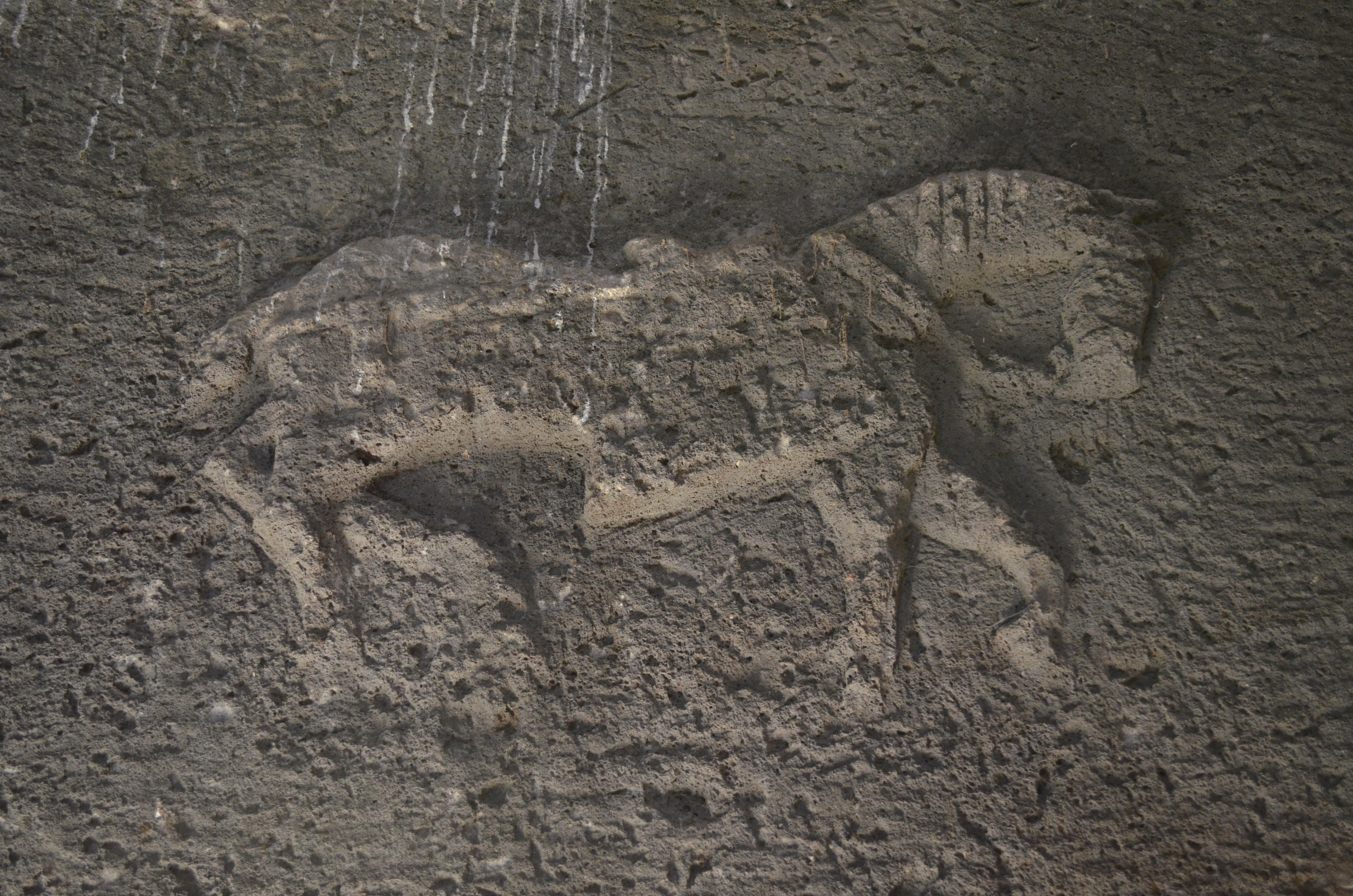
Large low-relief depiction on the interior side of the stone lintel above the entry.
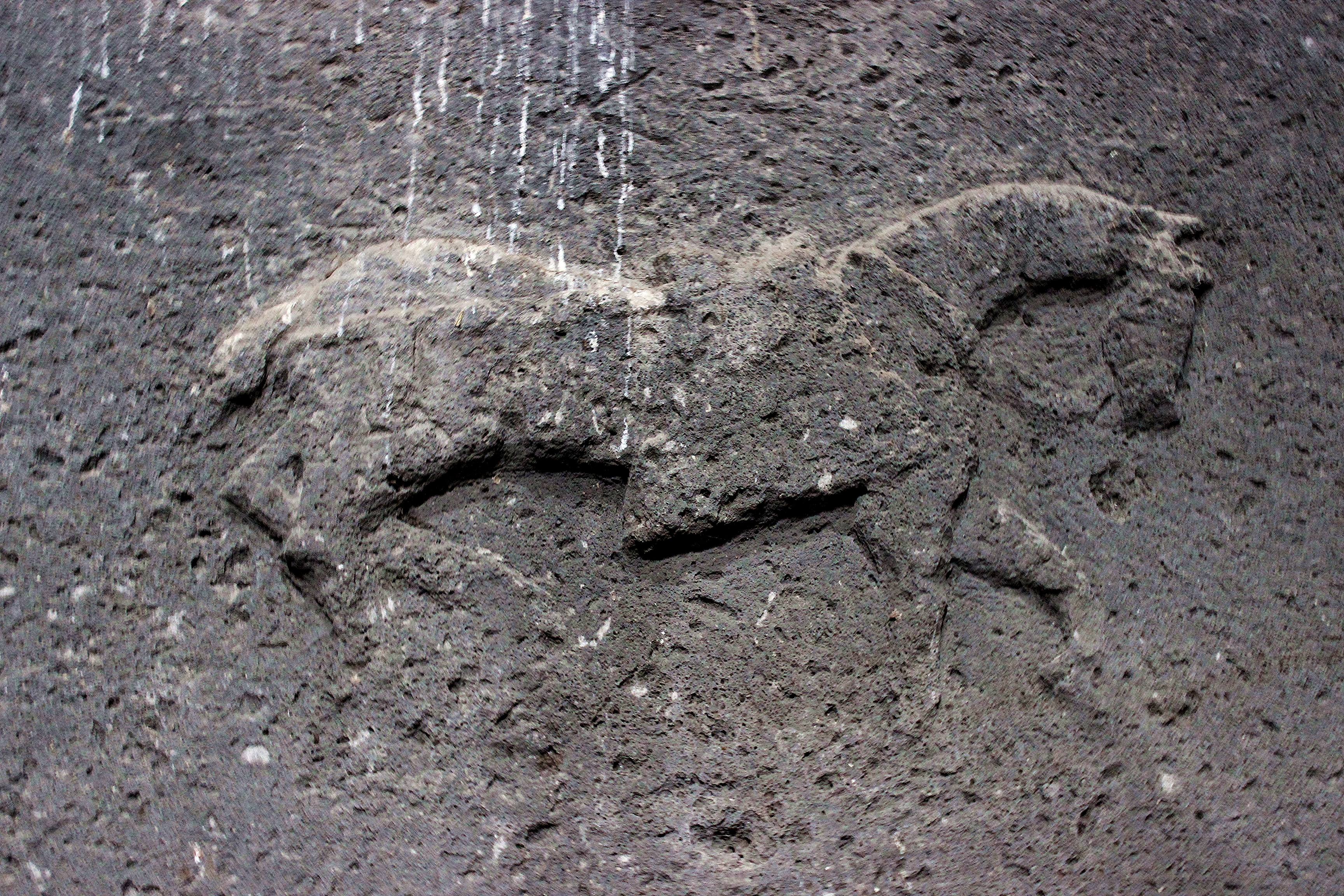
Large low-relief depiction on the interior side of the stone lintel above the entry.